# Кетены

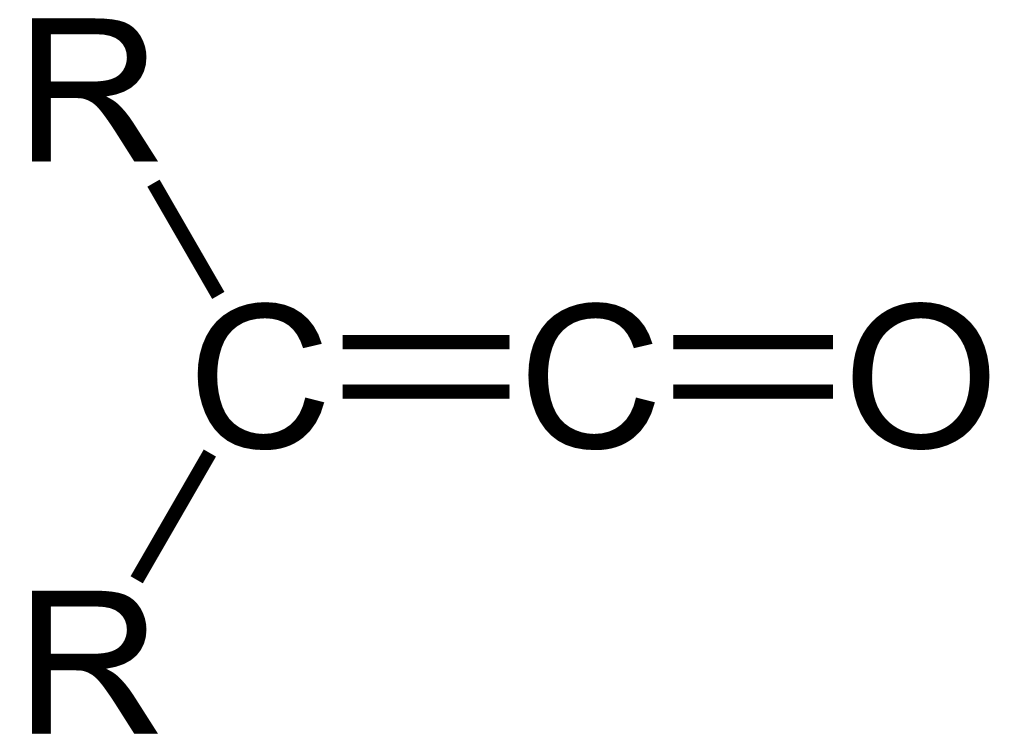
Кетены.

Кетены — соединения общей формулы R1R2C=C=O, в которых карбонильная группа соединена двойной связью с алкилиденовой группой. Содержит кумулированную систему двойных связей C=C и C=O.

## Номенклатура
Название кетенов R1R1C=C=O является производным от названия соответствующего основного соединения, например:
- H2C=C=O кетен
- (CH3)2C=C=O диметилкетен

Из кетенов R1R2C=C=O различают альдокетены (R1 = H, R2 — органический радикал) и кетокетены (R1, R2 — органические радикалы)

## Физические свойства
Низшие гомологи ряда кетенов при нормальных условиях являются газами, следующие — желтоватыми жидкостями. Кетены растворимы в диэтиловом эфире, ароматических углеводородах и галогеноалканах.
Атомы углерода кетеновой группы находятся в состоянии sp2- и sp-гибридизации, сами кетены являются электрофильными реагентами, причём электрофильный центр располагается на атоме углерода в sp-гибридизованном состоянии
ИК-спектр кетенов имеет характеристические полосы в районе 2200, 2080 см-1.

## Реакционная способность
Кетены малостабильны и являются высокореакционноспособными веществами, формально являющиеся внутренними ангидридами замещенных уксусных кислот и в реакциях с нуклеофилами выступающих в роли таких ангидридов:
{\displaystyle {\mathsf {R_{2}C{\text{=}}C{\text{=}}O+NuH\rightarrow R_{2}C{\text{=}}C(O^{-})NuH^{+}\rightarrow R_{2}CH{\text{-}}C(O)Nu}}}
Nu =  ОН, ООН, OR, SR, NR2, RCOO, PR2
Альдокетены таутомерны инолам, однако равновесие полностью сдвинуто в сторону кетенной формы, вместе с тем, альдокетены под действием сильных оснований депротонируются с образованием нестабильных инолят-анионов:
(Me)3SiCH=C=O + n-BuLi {\displaystyle \to } (Me)3Si-C≡C-OLi + BuH
Кетены склонны вступать в реакции [2+2]-циклоприсоединения с соединениями с двойными связями:
Так, жидкий кетен склонен к димеризации в дикетен:
Альдокетены аналогично димеризуются в β-алкилиден-β-лактоны (дикетены), кетодикетены димеризуются с образованием циклобутан-1,3-дионов.
Присоединение кетенов к иминам ведет к  азетидин-2-онам (синтез β-лактамов по Штаудингеру):
Циклоприсоединение к алкенам ведет к образованию циклобутанонов, присоединение к алкинам - к циклобутенонам.
Кетены также вступают в реакции [2+1]-циклоприсоединения по связи C=C. Так, при взаимодействии кетенов с алифатическими диазосоединениями образуются циклопропаноны, сам дикетен при взаимодействии с диазометаном в растворе диэтилового эфира при -60 °C образует циклопропанон с выходом 75%; при присоединении диоксида серы к кетену образуется тииран-2-он-1,1-диоксид.
Некоторые дизамещенные кетены взаимодействуют с фосгеном или оксалилхлоридом, образуя дихлорангидриды дизамещенных малоновых кислот:
Ph2C=C=O + (COCl)2 {\displaystyle \to } Ph2C(COCl)2 + CO

## Получение и применение
В промышленности кетен получают пиролизом уксусной кислоты в присутствии триэтилфосфата или пиролизом ацетона над глинозёмом (Al2O3).
Лабораторный способ получения кетенов заключается в обработке хлорангидридов карбоновых кислот с атомом водорода в α-положении действием оснований, обычно третичных аминов. Выходы в случае хлорангидридов с достаточно подвижными α-атомами водорода велики, так например, хлорангидриды замещённых фенилуксусных кислот образуют кетены с выходами 61-78%:
Также кетены могут быть синтезированы дегалогенированием галогенангидридов α-галогенкарбоновых кислот, так, например, хлорангидрид трихлоруксусной кислоты при действии цинковой пыли образует неустойчивый дихлоркетен:
CCl3COCl {\displaystyle \to } Cl2C=C=O
Кетены образуются в процессе перегруппировки Вольфа из α-диазокетонов:
и других α-диазокарбонильных соединений, например, тиоэфиров диазоуксусной кислоты:
PhSCOCH=N=N {\displaystyle \to } PhSHC=C=O
Кетены применяются в органическом синтезе. В частности, кетен является ацетилирующим агентом для аминов, спиртов, енольных форм кетонов.